# Dystrykt Braga
Dystrykt Braga (port. Distrito de Braga IPA: /'bɾagɐ/) – jednostka administracyjna pierwszego rzędu w północnej Portugalii. Ośrodkiem administracyjnym dystryktu jest miasto Braga. Położony jest na terenie regionu Północnego, graniczy od północy z dystryktem Viana do Castelo oraz na krótkim odcinku graniczy z hiszpańską Galicią, od wschodu z dystryktem Vila Real a od południa z dystryktem Porto. Powierzchnia dystryktu wynosi 2673 km², zamieszkuje go 831 368 osób, gęstość zaludnienia wynosi 311 os./km².
W skład dystryktu Braga wchodzi 14 gmin:
- Amares
- Barcelos
- Braga
- Cabeceiras de Basto
- Celorico de Basto
- Esposende
- Fafe
- Guimarães
- Póvoa de Lanhoso
- Terras de Bouro
- Vieira do Minho
- Vila Nova de Famalicão
- Vila Verde
- Vizela